# Iñaki Iza
Iñaki Iza Zarazua, llamado Iza, nacido en Amorebieta-Etxano (Vizcaya) el 9 de septiembre de 1986, es un expelotari español de pelota vasca en la modalidad de mano, que juega en la posición de zaguero.